# The Spirit of Radio: Greatest Hits 1974–1987
The Spirit of Radio: Greatest Hits 1974–1987 är ett samlingsalbum av det kanadensiska rockbandet Rush, utgivet i februari 2003. På albumet finns några av bandets mest populära sånger från dess debutalbum Rush till Hold Your Fire. I en begränsad första utgåva av den ursprungliga cd:n medföljde en dvd-EP, som innehöll videor för några av sångerna på albumet, såväl som "Mystic Rhythms" (utelämnad från cd:n på grund av platsbrist), samt alla sångtexter till albumets låtar).

## Låtlista
1. "Working Man" – 7:11
2. "Fly by Night" – 3:22
3. "2112 Overture/The Temples of Syrinx" – 6:45
4. "Closer to the Heart" – 2:53
5. "The Trees" – 4:42
6. "The Spirit of Radio" – 4:57
7. "Freewill" – 5:23
8. "Limelight" – 4:20
9. "Tom Sawyer" – 4:33
10. "Red Barchetta" – 6:10
11. "New World Man" – 3:43
12. "Subdivisions" – 5:34
13. "Distant Early Warning" – 4:58
14. "The Big Money" – 5:35
15. "Force Ten" – 4:32
16. "Time Stand Still" – 5:09

## DVD-titlar
1. "Closer to the Heart"
2. "Tom Sawyer"
3. "Subdivisions"
4. "The Big Money"
5. "Mystic Rhythms"

## Musiker
- Geddy Lee    - bas, synt, sång
- Alex Lifeson - elektriska och akustiska gitarrer, synt
- Neil Peart   - Trummor, slagverk
- John Rutsey  - trummor och slagverk ("Working Man")
- Aimee Mann   - sång ("Time Stand Still")